# Oldřich Svoboda
Oldřich (Olda) Svoboda (Slatina bij Brno, Moravië, 18 januari 1918 – Brno, 13 maart 1988) was een Tsjechisch componist contrabassist en dirigent.

## Biografie
Svoboda was als kleine jongen al een zeer getalenteerd muzikant. Hij kreeg lessen voor viool, piano, gitaar en mandoline. Al spoedig speelde hij in een mandoline-orkest mee, werd daar leider en zong tevens mee in een koor, dat hij ook na korte tijd al leidde. Verder speelde hij in verschillende dans-kapellen mee. Naast dit werk schreef hij ook bewerkingen en componeerde werken voor harmonieorkest en koren. Bekend is, dat hij rond 18 zangboeken publiceerde. 

## Composities

### Werken voor harmonieorkest
- Frűhlingsnächte
- Haló, polka
- Ideály Srdcí, wals
- Josefinka, polka
- Uz je Malá Chvilkadodne, wals
- Z Prahy až pa Brno, polka
- Za jižních nocí vychází, tango